# ФК Обилић
ФК Обилић је српски фудбалски клуб из Београда. Клуб је основан 1924. године на Врачару. Назван је по средњовековном српском хероју Милошу Обилићу.
Највећи успех клуба је освајање првенства СР Југославије 1998. године и два финала југословенског купа, 1995. и 1998. Домаће утакмице игра на стадиону Обилића, који има капацитет од 4.508 места. Боје клуба су жута и плава.
Од 2001-02 сезоне, када је завршио на четвртом месту, Обилић је нагло опао, од клуба који се некада такмичио у европским клупским такмичењима иступио је на најнижи ниво у фудбалском систему лига у Србији.

## Историја

### Почетак (1924—44)
Клуб су 1924. године основали млади Срби Милан Петровић, Божа Поповић, Данило "Дача" Анастасијевић, Петар Даничић, Драгутин Волић и Светислав Бошњаковић, први секретар и голман. Годину дана након оснивања, клуб је почео да се такмичи током сезоне 1925-1926. године у оквиру београдске фудбалске субасоцијације, организације под окриљем Југословенског фудбалског савеза. Српски фудбалски комитет је био веома добро организован и подељен на три нивоа. Обилић је уживао рани успех и преселио се на прву позицију у сезони 1928.-1929. Они би остали при врху након што би завршили као други и трећи три пута. То се наставило до Другог светског рата, што је драматично променило структуру југословенског фудбала. За време Другог светског рата клуб је играо у Српској фудбалској лиги, која се обично састојала од десет клубова, а такмичење је трајало од 1941.–1944. Обилићев пласман у ту лигу је обично био трећи, одмах иза познатих београдских клубова БСК и СК Југославија. У сезони 1942. завршили су седми; Међутим, те сезоне су у тиму стекли Валока, Зечевића, Лојанчића, Анђелковића и Димитријевића, који су поново освојили треће мјесто 1943. године.

### СФР Југославија (1945—92)
Након Другог светског рата, име Обилић је забрањено од стране Комунистичке партије Југославије која је управо преузела Југославију. С обзиром на то да је име "сувише српско" због Милоша Обилића, легендарног витеза из 14. века који је прослављен у српској епској поезији, власти су приморале клуб да га промени. Ново име је добило ФК Чубурац иза Чубуре, суседства у којем се налазио стадион. Следећи велики догађај у историји клуба догодио се 1952. године, када се ФК Шумадија спојила са ФК Чубурцем. Заједно су обновили претходно име "Обилић", након што је влада променила мишљење и коначно им допустила да користе историјско име.
Клуб се повећао у редовима малим корацима. Од 1952. године, Обилић је играо у Другој дивизији у Београду. У сезони 1972./73., клуб је коначно освојио дивизију и промовисан у првој дивизији Београда. У тој лиги су остали до сезоне 1981.-82., када је Обилић био четврти у београдској зони лиге и прешао у другу лигу Србије на северу. Доказујући свој замах, освојили су лигу наредне сезоне и промовисани су у Првој лиги Србије. Након неколико година, у сезони 1987–88, Обилић је стекао право да се такмичи у међурепубличкој лиги север Југословенске треће лиге. Ово је био велики тренутак за клуб, који је напокон напустио мале регионалне лиге и ушао у европски квалитетни фудбал, сада играјући против тимова из целе Југославије. Клуб је остао у тој трећој дивизији до југословенских ратова.

### Успон (1992—96)
Током југословенских ратова, све фазе живота су погођене, укључујући и фудбал. 1992. године, када се Социјалистичка Федеративна Република Југославија распала, Фудбалски савез Југославије изгубио је многе клубове. Србија и Црна Гора остале су уједињене под новом Савезном Републиком Југославијом и Обилић је постављен за сезону 1992-93 у новоосновану Другу националну лигу. Требало је само три године да клуб стигне до Прве групе националних лига Б. Претходно је Обилић стигао до финала Купа Југославије 1994-95, и на крају изгубио од Црвене звезде. 1995.-96. у првој сезони Прве лиге, почели су да показују своју потенцијалну будућу конкурентност на највишем нивоу.

### Арканове године (1996—2000)
У јуну 1996. године, криминалне каријере и паравојни вођа Жељко Ражнатовић "Аркан” преузео је Обилић и брзо га претворио у врхунски клуб. Уз њега, Обилић је кренуо на врх југословенског фудбала, где су одувек постојале градске снаге Црвена звезда и Партизан. У сезони 1996.-97., клуб је завршио Прву групу Б лиге као први, и напредовао први пут до Прве Националне Лиге Групе А (тада је лига била подељена у две групе, А и Б, од којих се свака састојала од 10 клубова). Следећа сезона била је премијера у врху, где су не само доказали да су тим који је заслужио да буде тамо, већ и да су међу елитом. У сезони 1997.-98., предвођени тренером Драганом Окуком, Обилић је освојио лигу и први пут постао првак Југославије у једној од најзначајнијих сезона икада виђених у југословенском фудбалу. У истој сезони, Обилић је ушао и у финале Купа Југославије 1997.-98., али је изгубио од Партизана и за мало изгубио дуплу круну. У првој квалификационој рунди сезоне УЕФА Лиге шампиона 1998./99., Обилић је победио исландски клуб ИБВ са 4:1 и одиграо друго коло против немачког рекордног првака Бајерна у Минхену. У првој утакмици у Минхену, Бајерн је победио са 4-0, а повратак је завршио 1-1. Коначно, Обилић је елиминисан од стране другопласираног Лиге шампиона 1998.-99. У домаћој лиги, клуб није могао да брани титулу, већ је постао вице-првак у сезони 1998-99, и завршио на трећем месту у сезони 1999–2000. Током овог периода Обилић је направио импресиван низ од 47 узастопних лигашких мечева без пораза (11. коло сезоне 1997-98 до 2. круга сезоне 1999–2000).
Међутим, овај подвиг, за разлику од већине, дошао је са великим контроверзама. Према књизи америчког новинара Франклина Фоера, "Како фудбал објашњава свет: Мало вероватна теорија глобализације", Ражнатовић је запретио играчима у противничким екипама када би постигли гол против Обилића. Ова претња је подвучена од стране многих ветерана из његове војне јединице који су испуњавали домаћи терен, скандирали претње, а понекад су уперивали пиштоље у противничке играче током утакмица. Један играч је рекао британском фудбалском магазину ФорФорТу да је био закључан у гаражи када је његов тим играо против Обилића.
Током лета 1998. постојала је могућност да УЕФА забрани клубу да учествује у Европи због веза са подземљем Обилићевог председника. Као резултат тога, Ражнатовић се повукао са положаја председника и дао своју столицу својој супрузи Светлани Ражнатовић "Цеци", 25. јула 1998. године. Светлана Ражнатовић имала је ту улогу само на кратко, препустивши председништво Жарку Николићу који га је имао око годину дана, а онда је изненада променио мишљење и 14. августа 2000. године она је поново постала председница.

### Тихи пад (2000-садашњост)
Под вођством председнице клуба Светлане Ражнатовић, Обилић је освојио треће место у сезони 2000–01, а у сезони 2001–2002 завршили су лигу као четврти. То је био посљедњи пут да се Обилић сматра врхунским клубом у Југославији. Следеће сезоне, Обилић је пао на статус осредњег и завршио сезону као седми. Био је то почетак пада у свему. Клуб који је остварио европска клупска такмичења, почео је константно да тоне и полако да постаје удаљена успомена. У сезони 2003–2004, они су се и даље сматрали просечним иако су успели да се попну на ранг листи и добију шесто место. У сезони 2004–2005, Обилић први пут од првог доласка у Прву лигу пада испод првих десет. Коначно, Обилић је испао из Прве лиге Србије након сезоне 2005–06. Обилић је завршио као 15. са само три победе у целој сезони. Након само једне године у другој лиги, Обилић је у сезони 2006.-2007 испао из Београдске лиге. Коначно се повукао на Аматерски ниво у сезони 2007.–08. У сезони 2008./09. Обилић је завршио на дну београдске зоне лиге и испао у прву лигу Београда. У сезони 2010.-11., Обилић је завршио последњи у Првој лиги Београда и испао у другу лигу Београда. У сезони 2011.-12., Обилић је завршио на последњем месту и испао у Београдску трећу лигу, седма дивизија у оквиру елитне фудбалске лиге Србије. Некадашњи првак моћне југословенске фудбалске лиге Обилић упао је у тешка времена. У сезони 2012.13. Обилић је завршио шампионат у групи А Београдске треће лиге. Обилић је освојио 18 од 20 мечева и дуплу круну. Сходно томе, они су промовисани у Другој београдској лиги. Обилић је примљен у Прву лигу Београда, али је испао у другу лигу након што је сакупио само 11 поена у 26 утакмица у сезони 2013.-14.

## Стадион
Стадион клуба је такође добио назив у складу са поштовањем српског витеза, назван је стадион Обилић капацитета 4.508. Тим је основан 1924. године и признат је као један од најстаријих активних фудбалских клубова у Србији.

## Занимљивост
Када се Миљан Миљанић повукао са свог председничког положаја у Фудбалском савезу Југославије у септембру 2001. године, новинари су у шали подржали избор Светлане Ражнатовић за предизборну кампању сматрајући да ће имати најлепшег председника. Међутим, бивши играч Црвене звезде Драган Стојковић, познат по свом надимку Пикси, изабран је за ту функцију.

## Успеси
- Првенство СР Југославије:
  - Победник (1): 1997/98.
  - Друго место (1): 1998/99.
- Куп СР Југославије:
  - Финале (2): 1994/95, 1997/98.

## Резултати
| Сезона  | Ранг | Лига                         | Позиција | ИГ | П  | Н | И  | ГД | ГП | ГР  | Бод. |
| ------- | ---- | ---------------------------- | -------- | -- | -- | - | -- | -- | -- | --- | ---- |
| 1997/98 | 1.   | Прва лига СР Југославије     | 1/12     | 33 | 27 | 5 | 1  | 72 | 19 | +53 | 86   |
| 1998/99 | 1.   | Прва лига СР Југославије     | 2/18     | 24 | 20 | 4 | 0  | 61 | 9  | +52 | 64   |
| 1999/00 | 1.   | Прва лига СР Југославије     | 3/21     | 40 | 28 | 5 | 7  | 71 | 32 | +39 | 89   |
| 2000/01 | 1.   | Прва лига СР Југославије     | 3/18     | 34 | 19 | 6 | 9  | 53 | 37 | +16 | 63   |
| 2001/02 | 1.   | Прва лига СР Југославије     | 4/18     | 34 | 16 | 8 | 10 | 52 | 41 | +11 | 56   |
| 2002/03 | 1.   | Прва лига СР Југославије     | 7/18     | 34 | 14 | 9 | 11 | 45 | 35 | +10 | 51   |
| 2003/04 | 1.   | Прва лига Србије и Црне Горе | 6/16     | 30 | 14 | 4 | 12 | 42 | 29 | +13 | 46   |
| 2004/05 | 1.   | Прва лига Србије и Црне Горе | 11/16    | 30 | 10 | 6 | 14 | 35 | 47 | -12 | 36   |
| 2005/06 | 1.   | Прва лига Србије и Црне Горе | 15/16    | 30 | 3  | 6 | 21 | 23 | 53 | -20 | 15   |
| 2006/07 | 2.   | Прва лига Србије             | 20/20    | 38 | 0  | 6 | 32 | 16 | 81 | -65 | 6    |
| 2007/08 | 3.   | Српска лига Београд          | 16/16    | 30 | 2  | 4 | 24 | 15 | 67 | -52 | 10   |
| 2008/09 | 4.   | Београдска зона              | 18/18    | 34 | 5  | 2 | 17 |    |    |     | 27   |
| 2009/10 |      |                              |          |    |    |   |    |    |    |     |      |
| 2010/11 | 5.   | Прва Београдска лига         | 18/18    | 34 | 6  | 5 | 23 |    |    |     | 23   |
| 2011/12 | 6.   | Друга Београдска лига        | 14/14    | 26 | 1  | 1 | 24 |    |    |     | 4    |
| 2012/13 | 7.   | Трећа Београдска лига        | 1/11     | 20 | 18 | 2 | 0  |    |    |     | 56   |
| 2013/14 | 5.   | Прва Београдска лига         | 14/14    | 26 | 1  | 8 | 17 |    |    |     | 11   |
| 2014/15 | 6.   | Међуопштинска лига Београд   | 8/10     | 18 | 5  | 2 | 11 |    |    |     | 17   |

## ФК Обилић у европским такмичењима
- кв = Квалификације

| Сезона   | Такмичење            | Коло        | Држава        | Екипа           | Домаћи | Гости |
| -------- | -------------------- | ----------- | ------------- | --------------- | ------ | ----- |
| 1995/96. | Куп победника купова | кв.         | Грузија       | Динамо Батуми   | 0:1    | 2:2   |
| 1998/99. | Лига шампиона        | 1. коло кв. | Исланд        | Вестманаеја     | 2:0    | 2:1   |
|          |                      | 2. коло кв. | Њемачка       | Бајерн Минхен   | 1:1    | 0:4   |
|          | УЕФА куп             | 1. коло     | Шпанија       | Атлетико Мадрид | 0:1    | 0:2   |
| 2000.    | Интертото куп        | 1. коло     | Хрватска      | Цибалија        | 1:1    | 1:3   |
| 2001/02. | УЕФА куп             | кв.         | Фарска Острва | ГИ Гота         | 4:0    | 1:1   |
|          |                      | 1. коло     | Данска        | Копенхаген      | 2:2    | 0:2   |
| 2002.    | Интертото куп        | 1. коло     | Финска        | Хака            | 1:2    | 1:1   |

## Шампионски тим 1997/98
Тренер: Драган Окука
Играчи (лигашке утакмице/голови)
| - Милан Лешњак - Мирослав Савић (32/1) - Ненад Лукић (32/0) - Саша Ковачевић (30/7) - Зоран Ранковић (29/23) - Ненад Гроздић (29/4) - Кузман Бабеу (29/4) - Драган Шарац (29/3) - Марјан Живковић (28/7) | - Живојин Јушкић (28/4) - Дарко Новић (27/1) - Иван Вукомановић (24/3) - Саша Вицикнез (16/3) - Сахмир Гарчевић (16/1) - Дарко Варгец (14/0) - Горан Серафимовић (8/0) - Синиша Јелић (7/3) - Веселин Поповић (7/3) | - Иван Литера (7/2) - Предраг Филиповић (7/0) - Мирослав Милошевић (7/0) - Владан Милосављевић (5/0) - Душко Кошутић (2/0) - Зоран Ивић (2/0) - Мирко Бабић (1/1) - Радован Гајић (1/0) - Славиша Митић (1/0) |

## Познати бивши играчи
- Ненад Гроздић
- Драгослав Јеврић
- Никола Лазетић
- Зоран Ранковић
- Ненад Ђорђевић
- Драган Шарац
- Саша Зорић
- Марко Пантелић
- Душан Ђокић
- Саша Вицикнез
- Питер Омодуемуке
- Карим Мареи
- Бобан Николовски
- Горан Серафимовић
- Саша Зимоњић
- Дражен Болић
- Ненад Гроздић
- Саша Ковачевић
- Петар Кривокућа
- Никола Лазетић
- Милован Миловић
- Ненад Младеновић
- Милан Обрадовић
- Предраг Оцокољић
- Марко Пантелић
- Александар Пантић
- Радован Радаковић
- Зоран Ранковић
- Предраг Ристовић
- Драган Шарац
- Мирослав Савић
- Бојан Зајић
- Саша Зорић
- Александар Живковић
- Братислав Живковић
- Саша Зимоњић

## Историја тренера
- Љубиша Тумбаковић
- Драгослав Шекуларац
- Драган Окука
- Мирољуб Остојић
- Михајло Бошњак
- Борислав Цветковић
- Ратко Достанић
- Станислав Караси
- Стеван Мојсиловић
- Милан Живадиновић
- Драган Лацмановић
- Миодраг Божовић
- Зоран Милинковић
- Драгољуб Беквалац
- Душан Јеврић
- Горан Зеленовић
- Миодраг Јешић